# Свободный университет
Свобо́дный университе́т (англ. free university) — организация, предлагающая беззачётные публичные занятия без ограничений на то, кто может преподавать или учиться. Они различаются по строению. 

## В США
В 1980 году в США около половины свободных университетов были связаны с традиционными университетами, около трети были независимыми, а остальные были связаны с общественными группами. Около половины в то время работали без комиссии. На протяжении 1960-х годов, начиная с Калифорнийского университета в Беркли и Движения «Свободное слово», сотни свободных университетов выросли в университетских кампусах как организации подпольного активизма и политического просвещения. Они также были известны как экспериментальные колледжи (англ. experimental colleges), открытые образовательные биржи (англ. open education exchanges) и университетские сообщества (англ. communiversities). После того студенческая активность пошла на убыль, свободные университеты переместили свои программы за пределы кампусов и продолжили существовать как место для обучения на протяжении всей жизни. После небольшого затишья в начале 1970-х годов количество учащихся в середине десятилетия увеличилось как часть волны образования для взрослых.

## В России
Летом 2020 года группа преподавателей Высшей школы экономики, с которыми вуз отказался продлевать контракт на предстоящий учебный год, объявили о запуске «„Свободного университета“ — независимого образовательного проекта, свободного от административного давления и цензуры». Как заявили инициаторы проекта, преподаватели Школы философии Виктор и Юлия Горбатовы, Кирилл Мартынов и профессор факультета права ВШЭ Елена Лукьянова, свою задачу они видят в том чтобы «выстроить университет заново, избавив преподавателей от всякого административного диктата. Если университет больше не может быть свободным, значит нужен новый свободный университет».
Большая часть преподавательского состава с началом вторжения на Украину уехала из России.
В марте 2023 года российская Генпрокуратура признала Свободный университет «нежелательной организацией». Ученый совет университета в этой связи заявил, что приостанавливает деятельность университета в России и теперь намерен развивать университет за пределами РФ.